# 俄国共产党（布尔什维克）第十三次代表大会
俄国共产党（布尔什维克）第十三次代表大会（俄语：Тринадцатый съезд Российской коммунистической партии (большевиков)），简称俄共（布）十三大（XIII съезд РКП(б)），于1924年5月23日至31日在莫斯科召开。参加会议的代表中，748人拥有投票权，416人拥有协商权。此次会议选举产生俄国共产党（布尔什维克）的第13届中央委员会。

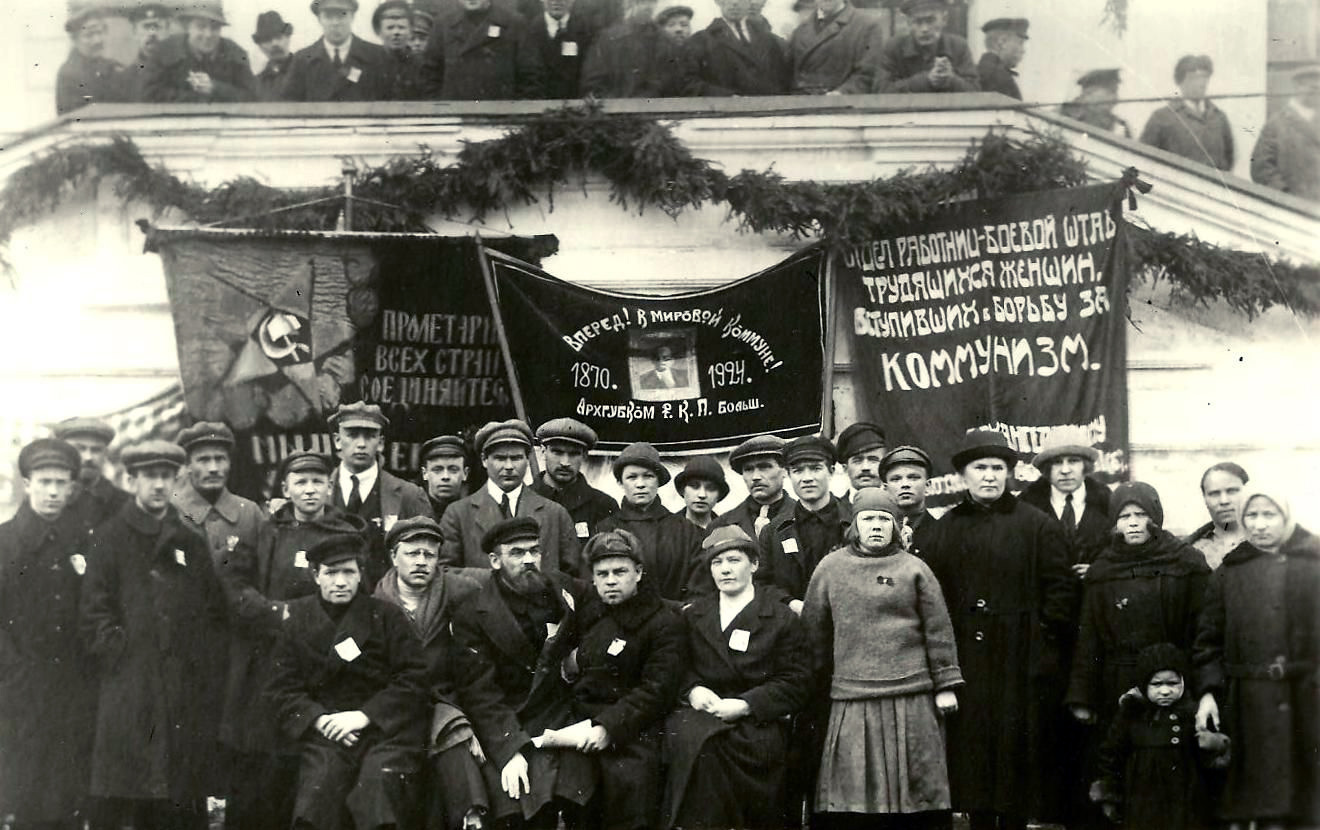
部分代表合影

## 历史
此次代表大会是俄共（布）在弗拉基米尔·列宁死后召开的第一次代表大会，代表着列宁政权向斯大林政权的转变。这也是左翼反对派（以列夫·托洛茨基为首）和“三驾马车”（以约瑟夫·斯大林、格里戈里·季诺维也夫、列夫·加米涅夫为首）的第一次冲突。此次会议决定成立共青团真理报。

## 列宁遗嘱
1924年5月21日，在代表大会前两天召开的中央委员会全会上，加米涅夫读了对斯大林极为不利的《列宁遗嘱》，斯大林当场表示要辞去总书记的职务，在加米涅夫发起的投票中，除了托洛茨基的支持者外，大部分委员投票支持了斯大林的留任，并禁止在即将召开的代表大会上提及遗嘱。此次大会后召开的全会上，斯大林多次辞职都被中央委员投票否决。